# Sistemul de fortificații al Bucureștilor

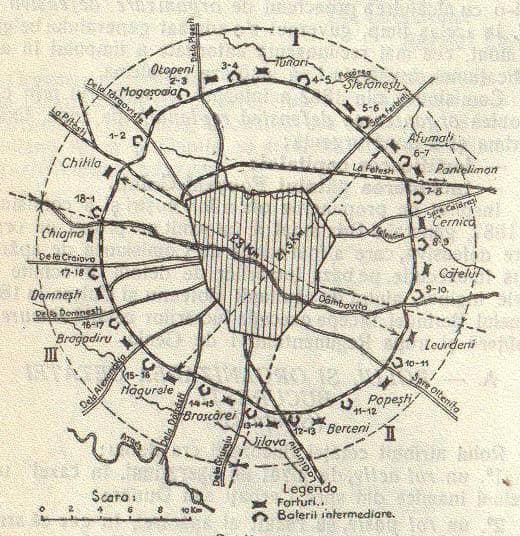
Cetatea Bucuresti cuprindea 18 forturi de mari dimensiuni si 18 baterii intermediare dispuse in jurul Capitalei, in forma de cerc, al carui diametru variaza si astazi intre 21,5 km si 23 km. Constructiile sunt interconectate de o cale ferata si o sosea, actuala Sosea de Centura a Bucurestiului.

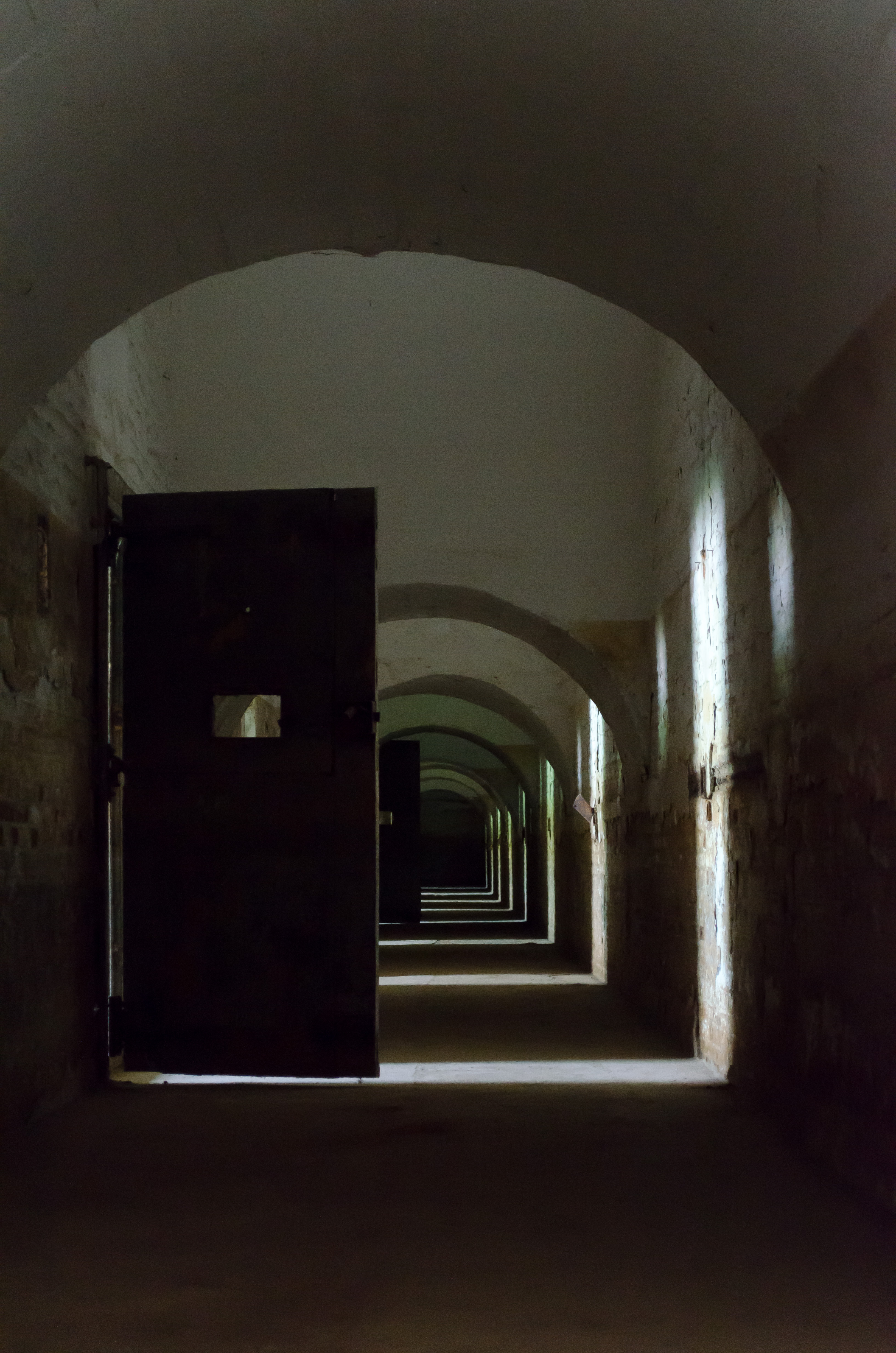
Fortul 13 Jilava

Sistemul de fortificații al Bucureștilor era compus din 18 forturi și 18 baterii intermediare dispuse în jurul Capitalei, în formă de cerc, al cărui diametru variază între 21,5 km și 23 km. Construcțiile sunt interconectate de o cale ferată și o șosea (Șoseaua de Centură a Bucureștilor) pe latura interioară a inelului.
Construirea „Cetății București” a fost un proces laborios, la care au contribuit în primul rând generalul belgian Henri Alexis Brialmont, o mare autoritate în domeniu, recunoscut pe plan mondial, și ofițerii din Comisia general Gheorghe Manu. Generalul Brialmont a conceput structura sistemului de apărare și a proiectat forturile și bateriile necesare apărării Capitalei.

## Context și funcționalitate
Între 1866 și 1882, pe fondul tensionării situației internaționale în Europa și a crizelor în relațiile Principatelor Unite cu Imperiul Otoman, apar o serie de studii care subliniază importanța fortificării țării și enunță principiile sistemului defensiv ce trebuia adecvat configurației granițelor și reliefului frontierelor României.
În 1882 este numită o comisie prezidată de generalul Gheorghe Manu, cu misiunea de a alcătui proiectul de fortificare al țării. Lipsa experienței în domeniu a ofițerilor români duce la apelarea la consilierea unor specialiști străini. Deși primele studii sunt efectuate de ofițeri germani din Marele Stat major prusian, în condițiile agravării crizei diplomatice, Carol I apelează la un specialist dintr-o țară neutră, Belgia, în persoana lui Henri Alexis Brialmont. În 1883 se votează primele fonduri pentru fortificații.
Costul acestor construcții fiind de peste 110 milioane lei/aur (leul având acoperire în aur - 100 de lei însemna aproximativ 32 grame de aur pur), o sumă enormă la acea dată dacă ținem cont că în 1883 bugetul total al țării era de 134,6 milioane lei/aur iar produsul intern brut se afla la aproximativ 1,56 miliarde lei/aur.

## Construire
Echipa generalului Brialmont finalizează planul fortificațiilor la sfârșitul lui mai 1884. Linia principală de luptă, centura forturilor și a bateriilor intermediare era organizată pe 3 sectoare:
Sectorul I (de N-E), forturile 1-9 și bateriile laterale, la est de Dâmbovița.
Sectorul II (de S-E), forturile 10-13 și bateriile laterale, între Dâmbovița aval și șoseaua spre Giurgiu.
Sectorul III (de S-V), forturile 14-18 și bateriile laterale.
Lucrările încep în 1884, și în urma unui efort financiar considerabil din partea statului român, sunt finalizate în 1899.

## Clasificare
Inițial s-au proiectat trei tipuri de forturi, de dimensiuni variabile, însă inovațiile și adaptările din decursul planurilor finale au dus la o diversificare a fortificațiilor. Astfel, după structură, scop individual și particularități, forturile și bateriile sunt clasificate în următoarele tipuri:
Fort tip 1

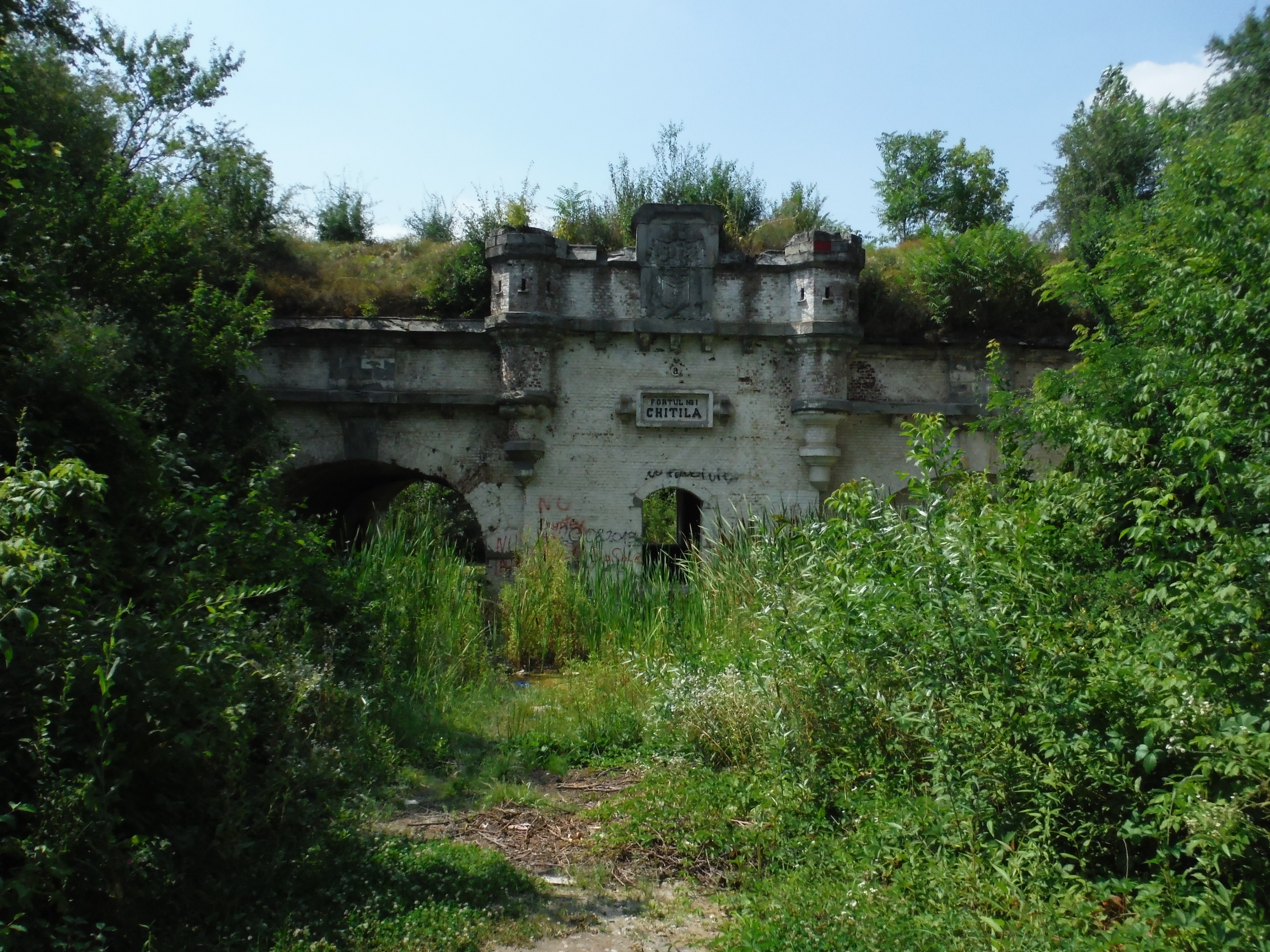
Fortul 1, Chitila

Reprezentante: 1 Chitila și 3 Otopeni
Structura: pentagonală
Categoria: forturi mari, din planurile inițiale ale generalului Brialmont
Fort tip 2
Reprezentante: 2 Mogoșoaia și 13 Jilava
Structura: pentagonală modificată față de tip 1	
Categoria: forturi mari, din planurile inițiale ale generalului Brialmont
Fort tip 3
Reprezentante: 4 Tunari – tip 3 modificat, 7 Pantelimon, 8 Cernica, 9 Cățelu, 10 Leurdeni, 11 Popești, 12 Berceni, 14 Broscărei, 15 Măgurele, 16 Bragadiru, 17 Domnești, 18 Chiajna, total 12.
Structură: trapezoidală	
Categoria: forturi adaptate din planurile generalului Brialmont la un nou tip de muniție.
Fort tip 4 (acvatic)
Reprezentant: 5 Ștefanești
Structura: pentagonală
Categoria: variantă particulară a tip 2, înconjurat din 3 parți de șanțuri cu apă
Fort tip 2 modificat (unic)
Reprezentant: 6 Afumați
Structura: pentagonală modificată față de tip 1	
Categoria: variantă modificată în timpul construcției a tipului 2
Bateriile intermediare

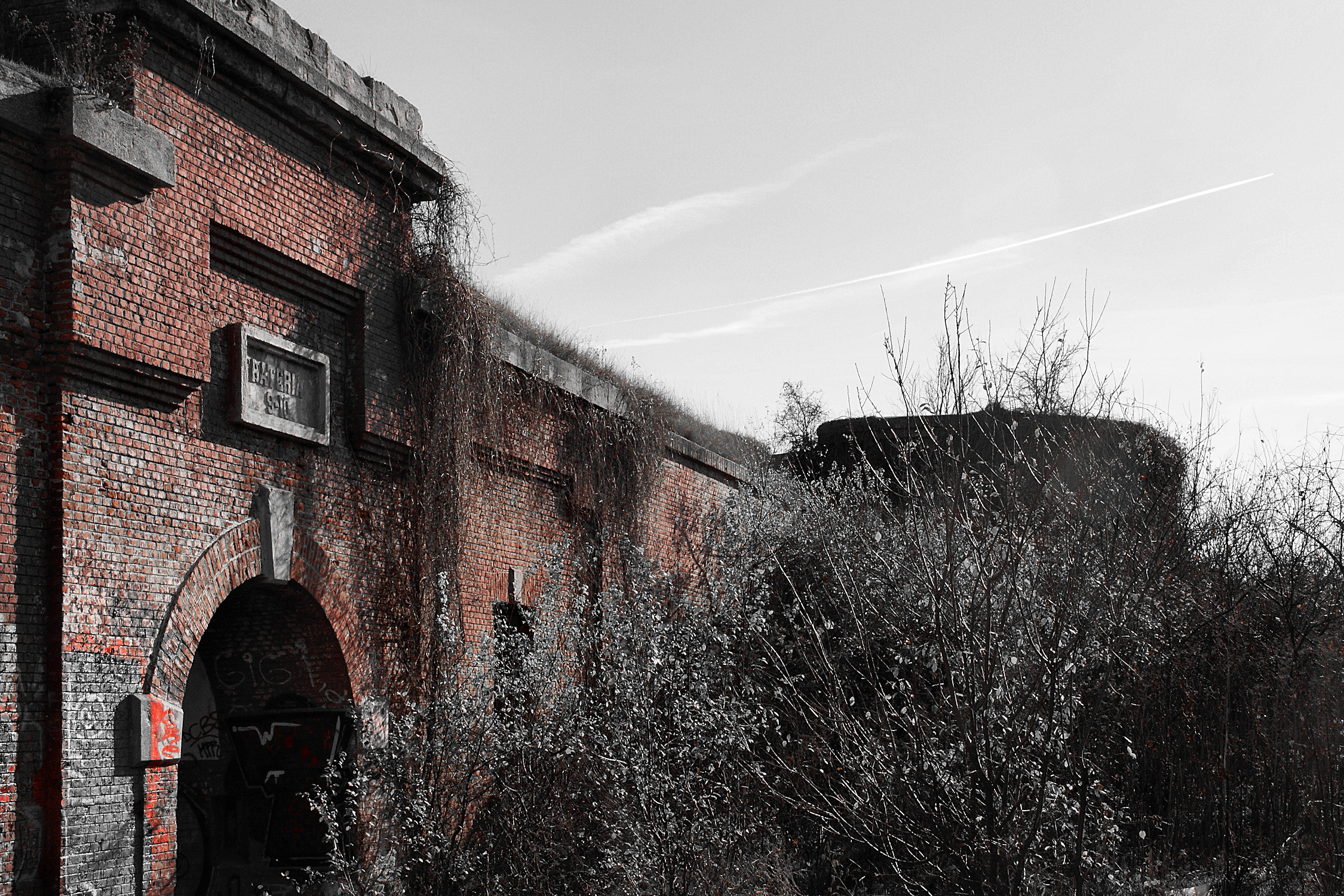
Bateria 9-10, Cațelu

Tip 1: 1-2 Chitila, 4-5 Tunari, 5-6 Ștefanești, 6-7 Afumați și 7-8 Pantelimon
Tip 2: 13-14 Jilava, 14-15 Broscărei
Tip 3: 2-3 Mogoșoaia, 8-9 Cernica, 9-10 Cațelu, 15-16 Măgurele, 16-17 Bragadiru, 17-18 Domnești, 18-1 Chiajna
Tip 4: 3-4 Otopeni
Tip mixt A: 12-13 Berceni
Tip mixt B : 10-11 Leordeni, 11-12 Popești

## Starea actuală

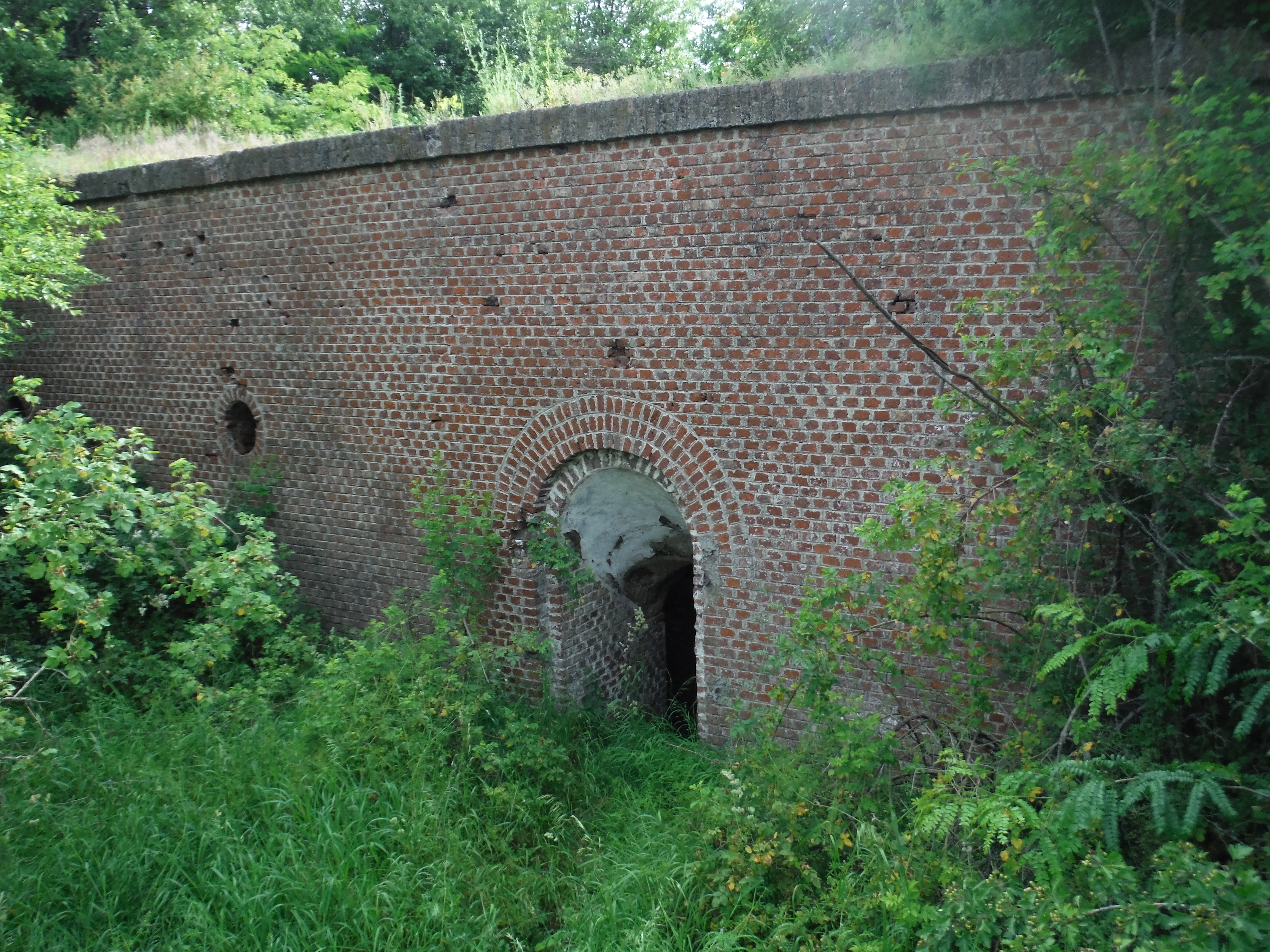
Bateria 17-18, Domnești

Deși menit să reprezinte o ultimă barieră de apărare a Capitalei în cazul unei invazii, sistemul de fortificații al Bucureștiului nu a fost niciodată încercat de focul războiului. Inovațiile militare aduse de armata germană la începutul secolului 20 au făcut fortificațiile inutile în eventualitatea unui asediu, astfel că la intrarea României în Primul Război Mondial, ele sunt dezarmate.
Sistemul de fortificații se află în prezent într-un proces de deteriorare ireversibilă. Azi au mai rămas 17 forturi și 13 baterii intermediare, din cele 36 de construcții, restul fiind distruse din cauza unor explozii accidentale ale depozitelor de muniții. Dintre forturile și bateriile de artilerie intermediare rămase, majoritatea sunt degradate, părăsite și inundate.  Multe se află pe teritoriul unor unități militare, dar nu au mai fost folosite. Unele au găzduit sau mai găzduiesc ciupercării ori depozite de murături sau sunt abandonate, ascunse sub vegetație.